# ポル・ポト
ポル・ポト（クメール語: ប៉ុល ពត, ラテン文字転写: Pol Pot, 1925年5月19日 - 1998年4月15日）は、カンボジアの政治家、共産主義者、独裁者。
民主カンプチア首相・カンボジア共産党中央委員会書記長を務め、クメール・ルージュの精神的指導者であった。カンボジアの国内で知識人や旧体制の指導者への迫害や虐殺などを主導したことで知られる。
本名はサロット・サル（クメール語: សាឡុត ស, ラテン文字転写: Saloth Sar）だが、ポル・ポトは自身がサロット・サルと同一人物であると公式に認めたことはない。しかし、サロット・サルの兄弟のうちポル・ポト政権下を生き延びた3人の1人ロット・スオン（Roth Suong）は、「ポル・ポト＝サロット・サル」と述べている。通称は「一の同志」、「コード87」、「バン・ポー（年長者）」などがある。

## 生涯

### 生い立ち
サロット・サル（以下「ポル・ポト」という。）は、フランス領インドシナのプレク・スバウヴ（現在のカンボジア王国コンポントム州）で生まれ育った。父の名はペン・サロット(Phen Saloth)、母はソク・ネム(Sok Nem)。
ペン・サロットは12ヘクタールの土地（9ヘクタールの水田と3ヘクタールの農園）と水牛6頭を所有し、2人の息子と養子にとった甥たちなど約20人で水田を耕作していた。使用人は雇っておらず、収穫期は村人同士で手伝って作業した。収穫量は年平均で籾6トンで、20以上の家族を養える量だった。これはカンボジア全体のレベルから見ると十分富裕な自作農の規模だが、ポル・ポトの兄ロット・スオンの説明では、村には50から100ヘクタールを所有する農家もあり、
その中では中規模の自作農だったという。
ポル・ポトの生家は王宮と関係のある家系で、ペン・サロットの姉ネアク・チェン(Neak Cheng)が王宮で働き始めたことから始まるようである。特に、チェンの娘ルク・クン・メアク(Luk Khun Meak)が王宮舞踊団の踊り手になり、その後シソワット・モニヴォン王の側室になったことで王宮との関係は強まった。

### 幼少期
ポル・ポトの生年や幼少期の生い立ちの説明は資料や文献によって異なる。
生年
誕生日については、1928年5月19日と1925年5月19日の2つの説がある。デイヴィッド・チャンドラーは著書の中で1928年説をとっている。一方、B.Kiernanは自身の著書では1925年説をとっている。ただし、同著者の別の著書では、1928年のままになっている。
兄弟の人数
文献によれば、ポル・ポトは9人兄妹の8番目として生まれたことになっている。一方、B.Kiernanの著書内では、7人の子供のうちの末っ子として生まれたと書かれている。
幼少期の生活
幼少期に関しては、「彼は当時の慣例にしたがって幼時に6年間プノンペンの寺院で暮らし、リセから中級専門学校の電気機械科に進んだのちパリへ留学し」と文献の中で書かれている。これは、1978年3月にユーゴスラビアのジャーナリストが初めて民主カンプチアに入国しポル・ポトにインタビューした際、以下のポル・ポトの発言をそのまま書いたもののようである。
「私は、ある農民の一家の出だ。子供の時分は、両親と一緒に住んで農作業の手伝いをしていた。だがその後、伝統に従って、読み書きを習うため寺院で生活した。寺で6年間過ごし、2年間は僧侶になっていた。」
同文献は、1981年のロット・スオンとのインタビューの内容を記したことになっているが、1980年7月9日にプノンペンで同氏にインタビューしたB.Kiernanの記述とは異なっている。文献によると、サロット・サルは水田で農作業をしたことはなく、6歳の時にプノンペンへ送られ、タマヨット派の寺院で1年間見習いをしたあと、8歳の時にカトリックの私立エリート校エコール・ミシェに入学し、そこで6年間過ごした。入学には、ポル・ポトのいとこで、モニボン王の側室の1人だったルク・クン・メアクの助力があった。プノンペンでは、ロット・スオン、チア・サミー(Chea Samy、ロット・スオンの妻)、ルク・クン・メアクと一緒にトラサク・ペム通り(Trasak Paem Street)の大きな家で生活していた。14歳の時にプノンペンの高校の入学試験に失敗したため、コンポンチャムのクメール人市場の中にあったノロドム・シハヌーク高校に入学。以後6年そこで過ごす。1948年始めにプノンペンへ戻り、郊外にあるルッセイ・ケオ技術学校Russey Keo Technical Schoolで寮生活をしながら木工を学んだ。

### フランス留学から帰国
1年後に奨学金を得て宗主国フランスの首都パリへ留学、グランゼコールの一つであるフランス国立通信工学校（エコール・フランセーズ・ド・ラディオエレクトリシテ、現フランス国立情報工学校）に入校して2年間の技術課程を受ける。フランスには1949年9月に到着した。留学中にポル・ポトは共産主義者になり、新生のクメール共産主義グループに参加した。このグループは、主としてパリに留学した学生が中心となって1950年にフランス共産党内に作られた「クメール語セクション」に形成された。メンバーはポル・ポトの他に、イエン・サリ、キュー・サムファン、キュー・ポナリー、キュー・チリト、ソン・センなどである。リーダーは、ラット・サムオンとイエン・サリだった。この当時は、ポル・ポトはむしろ目立たない存在だった。
彼らは共産主義グループではあったが、その主義、主張はかなり幅広く、全体としては、共産主義というよりもむしろ反王政派、民族主義だった。また、母国の共産主義活動からは遊離しており、観念的であった。
このグループの中で民族主義とは一線を画していたのが、ポル・ポトとイエン・サリである。パリ時代に、謄写版で発行されていた内部機関紙Khemera Nisitの1952年8月号でポル・ポトは「本来のクメール人」(khmaer da'em)というペンネームで、フランス、ロシアと1924年の中国革命に関する記事を書いた。その他のメンバーが「自由クメール」「クメール人労働者」といったペンネームを使っていたことに比べて、これを以ってポル・ポトがこの当時から人種差別的な傾向を持っていたと推測する文献もある。またこの時期のイエン・サリは、ソ連国内の少数民族政策を論じたヨシフ・スターリンの文章に興味を示している。その他、書類によって共産党組織をコントロールするスターリンのテクニックに引きつけられたとも述べている。
ポル・ポトは試験に3年連続で失敗し、奨学金を打ち切られたため、1952年12月に船でフランスを後にし、1953年1月14日にカンボジアに帰国した。その後、チャムロン・ヴィチェア(Chamroeun Vichea)私立高校で歴史の教師として働き始める一方、民主党で活動を行っていた。この時期は、新たにフランスから帰国したシエン・アン、ケン・ヴァンサク、そしておそらくはユン・ソウン(Yun Soeun)、チ・キム・アン、ラット・サムオンらと共に民主党をより左傾化させようと工作していた。1953年8月、兄のサロット・チャイ(Saloth Chhay)を介して、コンポンチャム州のヴェトナム国境周辺にあったクメール・イサラク連合(Khmer Issarak Accosiation)の本部へ行き、独立闘争に加わる。
その後約1年間生産部隊に配属され、食事の雑用や、耕作用の有機肥料の運搬などに従事していた。しかし、パリ帰りのインテリでありながら政治教育、イデオロギー教育を受けられず、幹部やリーダーとして昇進できなかったことに深い恨みを抱いたようである。また、この時期にヴォン・ヴェトと知り合う。ポル・ポトは本部でフランス共産党のメンバーだと自己紹介したが、その時会見したチェア・ソット(Chea Soth)によれば、「彼は、闘争に参加し我々から学びたいと言ったが、本当は、実際にクメール人が革命を実行しているかどうかを探りにきたのだ。彼は、すべては、自己にのみ頼り、独立と自制にもとづいてなされねばならない。クメール人は何でも自分自身で行うべきだと言っていた。」ということである。1956年、パリで知り合った夫人キュー・ポナリーと結婚した。結婚にはフランス革命記念日が選ばれた。

### カンボジア共産党
1953年当時、フランスのインドシナ支配に対して共産主義者主導の反仏活動が起こっており、この活動は中心であるベトナムからカンボジアとラオスに波及した。1954年にはフランスが仏領インドシナを去り、ベトナムはジュネーヴ協定に従ってカンボジア国内から撤退し、北緯17度線以北の北ベトナムへ集結した。このため、カンボジア国内のベトナム人左翼活動家の引き上げが始まった。カンボジア人左翼活動家の中で、フランスで教育を受けた者の一部はベトナムの撤退に合わせてハノイへ逃れたが、ポル・ポトは身分を偽って密かにプノンペンへ戻った。戻った理由は、ベトナムへ戻るクメール人民革命党の幹部と交代するためであった。こうして、この頃からポル・ポトとそのグループは、クメール人民革命党のプノンペン支部と関係を深めるようになった。
革命運動の実績がないことを考えると、与えられたポル・ポトの地位は高かったが、これは状況の変化によってクメール人民革命党幹部が手探り状態であったためである。当時のポル・ポトの仕事は1955年に予定された独立後初の選挙対策で、クロム・プラチェアチョン(Krom Pracheachon、クメール語で「市民グループ」の意)と民主党との調整役であった。また、プラチェアチョラーナ(Pracheachollana、クメール語で「人民運動」の意。右派のソン・ゴク・タンのグループのこと)の影響を小さくするために、プノンペン市内の活動グループを人民党に集め、また、人民党内部からソン・ゴク・タンのシンパを排除していった。プノンペン支部党委員会の学生運動担当委員になったと書く文献もある。またポル・ポトはこの時期に、共産党員の獲得も行っていた。1954年12月に、ポル・ポトはピン・トゥオク（Ping Thuok、後にソク・トゥオクSok Thuokまたはヴォン・ヴェトVorn Vetとして知られるようになる）を共産党プノンペン委員会に紹介している。
1955年3月3日、国王ノロドム・シハヌークは退位し、後にサンクム（人民社会主義共同体）という政党を組織した。シハヌークはその威光で共産主義などの反対勢力を一掃し、1955年9月11日の翼賛選挙で議席をすべて獲得した。しかし政界では左右両派の対立が続き、シハヌークは必要に応じて左派への歩み寄りと弾圧を繰り返した。1973年にカンボジア共産党が配布した党の歴史に関する文書では、1959年終わり頃から政府は農村部での革命運動に弾圧を加え始めたとしている。
1960年、ポル・ポトはカンボジア労働者党中央常任委員に就任した。ただし、ポル・ポト自身は、1961年にヌオン・チアに代わり副書記長に選出されたと主張している。1962年、シハヌークはプラチアチョンのスポークスマンをはじめ15人の活動家を罪名無く逮捕拘留する。プラチアチョンの機関紙編集長も逮捕され、これらの活動家達16人は死刑を宣告された。後に彼らへの死刑は長期刑に減刑されるが機関紙は廃刊となり、表立って活動していたプラチアチョングループは消滅する。これ以後、都市部の急進的左翼は地下に潜行して秘密活動に傾斜していくようになる。しかし1966年頃までは、後に重要な役割を示す左翼運動家の多くは、教師として左傾化した学生を生み出したり、またそれが急進的なものでないかぎりは比較的自由に政治活動をおこなっていた。1960年代半ばに入ると、ベトナム戦争へのアメリカの関与が本格化したことで右派の影響力が強まり、シハヌークの使える政治的裁量の範囲は次第に狭まっていった。
1963年2月、シハヌークの外遊中にシェムリアップ市で暴動が発生した。警官により学生が1人殺害されたことから学生の抗議デモが始まり、地方政府が警官をかばうと、最終的に地方警察本部に対する大規模な暴動へと発展した。シハヌークはこの暴動を左翼による扇動と考え、帰国後ケン・ヴァンサクとソン・センを非難した。さらに3月8日には、主要な破壊活動家左翼として34人の名前を公表した。このリストには、都市部の左派知識人のほとんど全てが載っていた。キュー・サムファンらは国民議会の非難を受け、ロン・ノルは左派の一掃をシハヌークに求め、1955年以来最大の政治危機となり、左翼にとっては最大の弾圧の危機に見舞われた。しかし、シハヌークはロン・ノルの提案を拒否し、キュー・サムファンらの辞任も撤回され、リストに挙げられた34人もシエン・アンを除いて特に処罰されることなく終わり、結局は、都市部左翼の状況に関しては元の状態に戻っていった。また、この暴動事件の最中の2月20日、21日にプノンペンで第3回党大会が開かれ、ポル・ポトが書記長に就任した。
一方、農村部では弾圧が強化され、左翼活動家の殺害や投獄が行われた。こうした状況のなか1963年5月ポル・ポトとイエン・サリはプノンペンから消え、コンポンチャム州の国境周辺へ移動した。ジャングルでの地下活動に入ってからサロット・サルは「ポル」というコードネームを用いるようになった。（「ポル・ポト」という名が使われるようになったのは、1976年4月14日に民主カンプチアの新首相として公式に発表されて以降のことである。それ以前は「ポル」、「同志書記長」、「オンカー」として知られていた。）ポル・ポトは以後12年を地下活動で費やした。

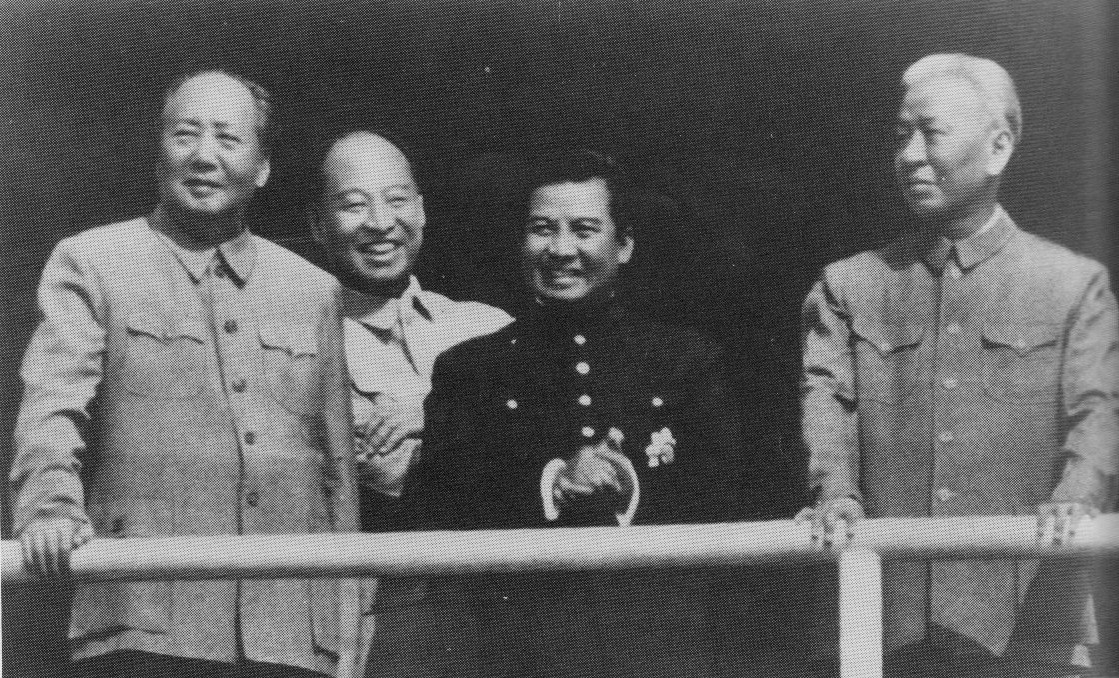
北京で会合するシハヌーク。左から毛沢東、彭真、シハヌーク、劉少奇（1965年）

1964年末、ポル・ポトはケオ・メアに伴われてラオス国境を越え、ホーチミン・ルートでハノイに入った。ハノイに数ヶ月滞在した後、ポル・ポトは中華人民共和国と北朝鮮を訪れた。シハヌークが北京に滞在しているのと同じ時期に、ポル・ポトも北京に4ヶ月以上滞在し、鄧小平や劉少奇らと仕事をしたが詳細はわかっていない。
その後、平壌へ行ったあと再び北京に戻り、1966年始めにカンボジアへ帰った。ヴォン・ヴェトによれば、ポル・ポトが中華人民共和国から帰国した後の1966年初め、カンボジア労働者党は、都市部の勢力に対する闘争と農村部で武装闘争の準備の方針を打ち出した。文献によれば、1965年からカンボジア労働者党は中国共産党の影響下に入ったのち、1966年からは文革派の康生の影響下に入っている。
また同年9月には、党名をカンボジア共産党に改名している。カンボジア共産党は後にクメール・ルージュとして知られるようになり、同党の武装組織は「ポル・ポト派」と呼称された。
ただし、ポル・ポトが帰国した時期は中華人民共和国で文化大革命が本格化する直前のことである。大躍進時代の毛沢東思想は別として、ポル・ポトが文化大革命から思想的な影響を受けたのかどうかははっきりとしない。ポル・ポト、イエン・サリ、ソン・セン、キュー・サムファン、その他のクメール・ルージュ幹部が文化大革命に対する共感を示す発言をしたことはない。また、ジャングル入りした学生の証言によれば、文化大革命前の毛沢東主義のスローガンは好まれていたが、文化大革命は事実上無視されていた。
「ジャングルの中では、北京放送を聞いて流れてくるスローガン（「張子の虎」、「農村から都市を包囲する」、「小から大へ」など）を取り上げてはいたが、文化大革命に関する会話も教育も、毛沢東思想に関する勉強も行われていなかった。党の方針は、困難で長引くが最終的には確実に勝利するはずだという闘争のことばかりだった。都市部には毛沢東の翻訳本はあふれていたが、農村部にはなかった」という。文献では、ポル・ポトやイエン・サリは、オポチュニストとして、文化大革命の思想とは関係なくむしろ利用されつつ中華人民共和国を利用したという見方が示されている。この見方は、他の文献にも見られる。1967年、ポル・ポトはカンボジア東北地方のジャングル内にカンボジア共産党の訓練学校を作り9日間の政治レクチャーを行ったが、その間中華人民共和国についてほとんど言及せず、文化大革命についてはまったく述べなかったという。
この時期、クメール・ルージュの都市部の拠点は壊滅しており、辺境部のジャングルに点々と小さな左翼集団があるだけで、左翼集団間の連絡も容易ではなかった。ポル・ポトの1977年の発言によれば「連絡のためには徒歩で行ったり、象の背中に乗って行かねばならず、また、連絡用ルートを遮断した敵を避け続けねばならなかったので、1ヶ月が必要だった」という。
1967年4月、バタンバン州のサムロートで、政府による強制的な余剰米の安値買い付けに反対する農民と地元政府の間で衝突が起こる。1965年頃からカンボジアの余剰米の少なくとも4分の1あまりが、ベトナム戦争真っただ中の北ベトナム政府と南ベトナム解放民族戦線（ベトコン）に買い上げられており、シハヌークの外遊中、ロン・ノルにより南ベトナム解放民族戦線への米の供給を止めるために、強制的に余剰米を買い上げする方針が打ち出された。しかし、政府の買い付け値はベトナム人による買い付け値よりも低く、地元の共産主義勢力は反米反政府のビラを巻き暴動を煽動した。サムロート周辺の暴動鎮圧作戦は数ヶ月間続き、この後、シハヌークはプノンペンの共産主義者達への弾圧を一層強化した。同じ頃より、ポル・ポトは中華人民共和国に支援されてカンボジア政府に対する武装蜂起を始めた。

### クーデターとカンボジア侵攻、内戦の激化
アメリカ合衆国は、シハヌークが南ベトナム解放民族戦線を支援していると見なしてロン・ノル将軍を支援した。その結果、1970年3月18日にロン・ノルはクーデターを起こし、シハヌークを追放した。中華人民共和国からの支援を受け、北京に亡命したシハヌークは、挽回を図りポル・ポトと接触した。元々クメール・ルージュとシハヌークは不倶戴天の敵であったが、ここに共闘関係が生まれた。ポル・ポトは元国王の支持を取り付けることで、自らの正当性を主張できると考えた。

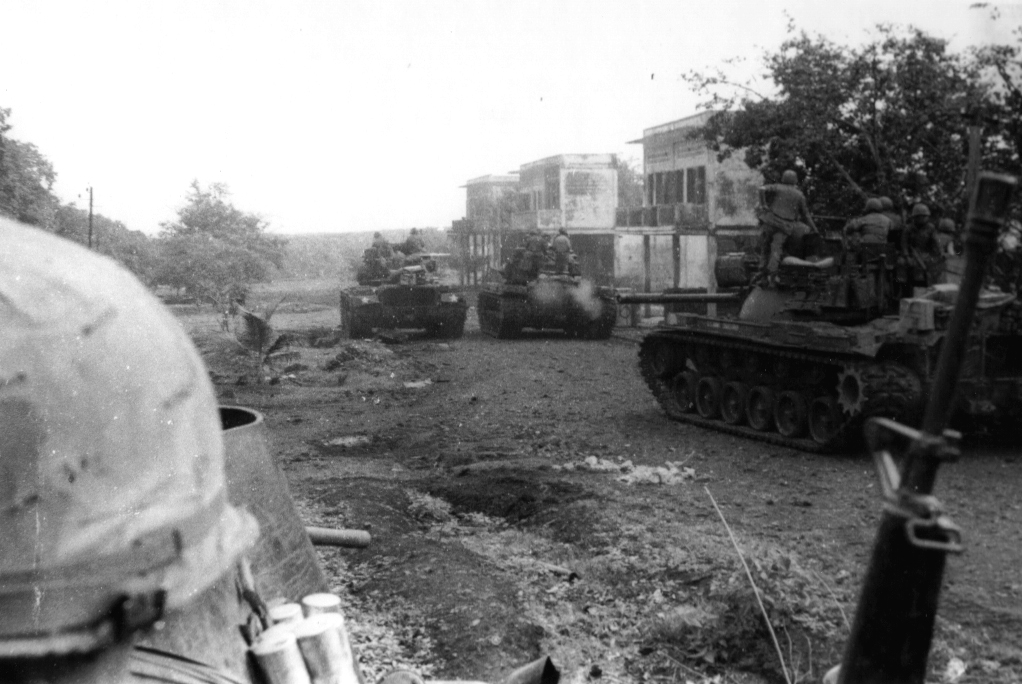
カンボジア戦線に展開するアメリカ軍の戦車（1970年）

同年アメリカ合衆国大統領リチャード・ニクソンは、南ベトナムと隣接する解放戦線の拠点を攻撃するためにカンボジア国内への侵攻を許可した。以後アメリカ軍とカンボジア軍はコンポンチャムなどの都市や農村部に激しい空爆を行ったため、農村インフラは破壊され数十万人が犠牲となり、米軍の爆撃開始からわずか1年半の間に200万人が国内難民と化した。また、ロン・ノル政権は汚職が蔓延し都市部しかコントロールできなかったため、シハヌークの人気とアメリカ軍によるカンボジア爆撃は、クメール・ルージュへの加入者を増加させ、ポル・ポト派の勢力拡大に有利に働いた。
また、食糧生産も大打撃を受けた。1969年には耕作面積249万ヘクタールを有し米23万トンを輸出していたカンボジアは、1974年には耕作面積5万ヘクタールとなり28万2000トンの米を輸入し、米の値段は1971年10リエルから1975年340リエルにまで急騰した。1971年アメリカ会計監査院の視察団はカンボジアの深刻な食糧不足を報告している。
こうした状況のなか、都市部はアメリカからの食糧援助で食いつなぐことができたが、援助のいきわたらない農村部では大規模な飢餓の危機が進行しつつあった。ベトナム戦争の不安定化、特に「ベトナムの聖域を浄化する」アメリカ軍のカンボジア猛爆がなければクメール・ルージュが政権を獲ることもなかったであろうという考察もある（ウィリアム・ショークロスの1979年の著書『Sideshow』がこの点に触れている）。

### 民主カンプチアの指導者として

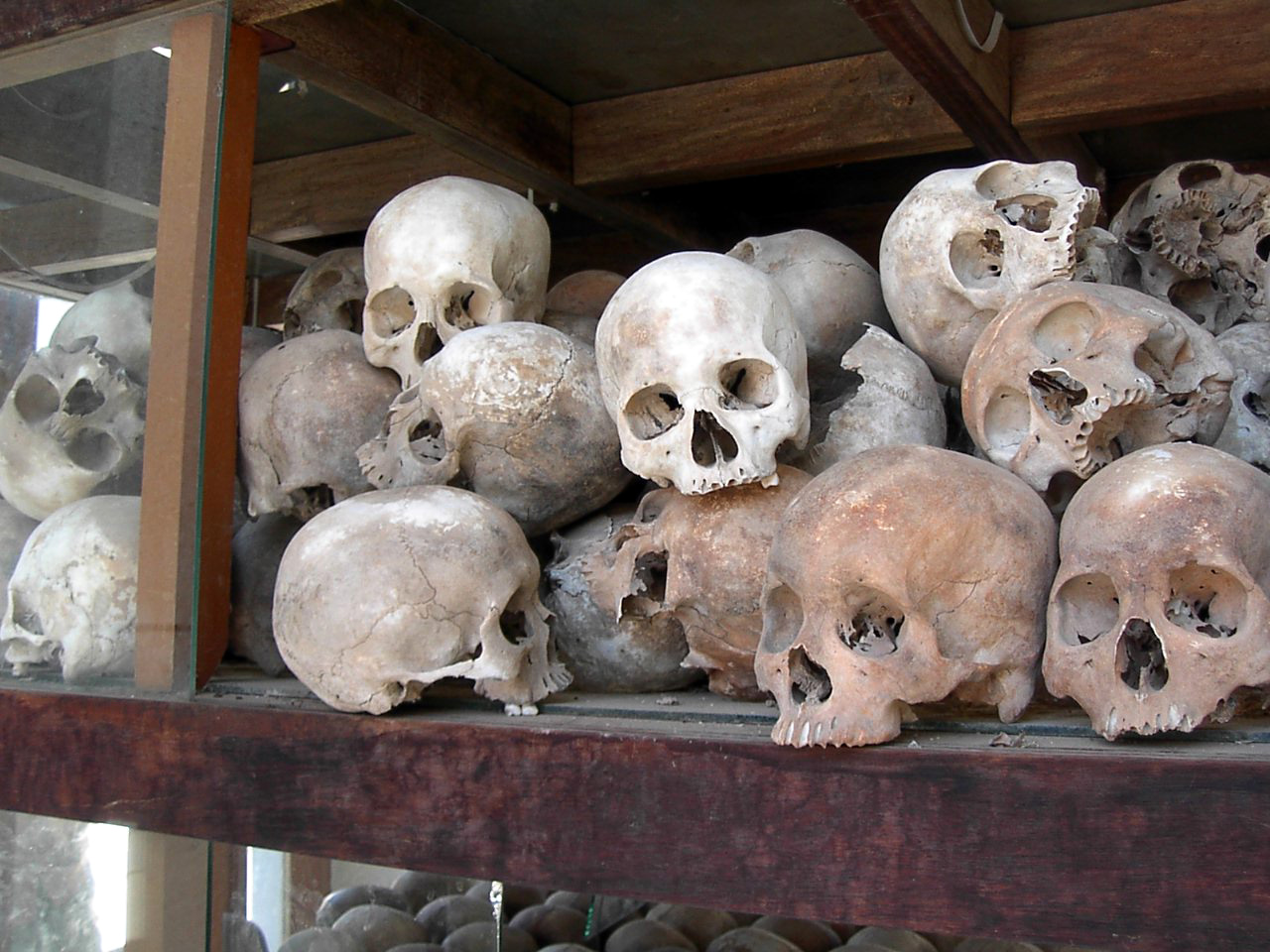
クメール・ルージュの犠牲者の遺骨

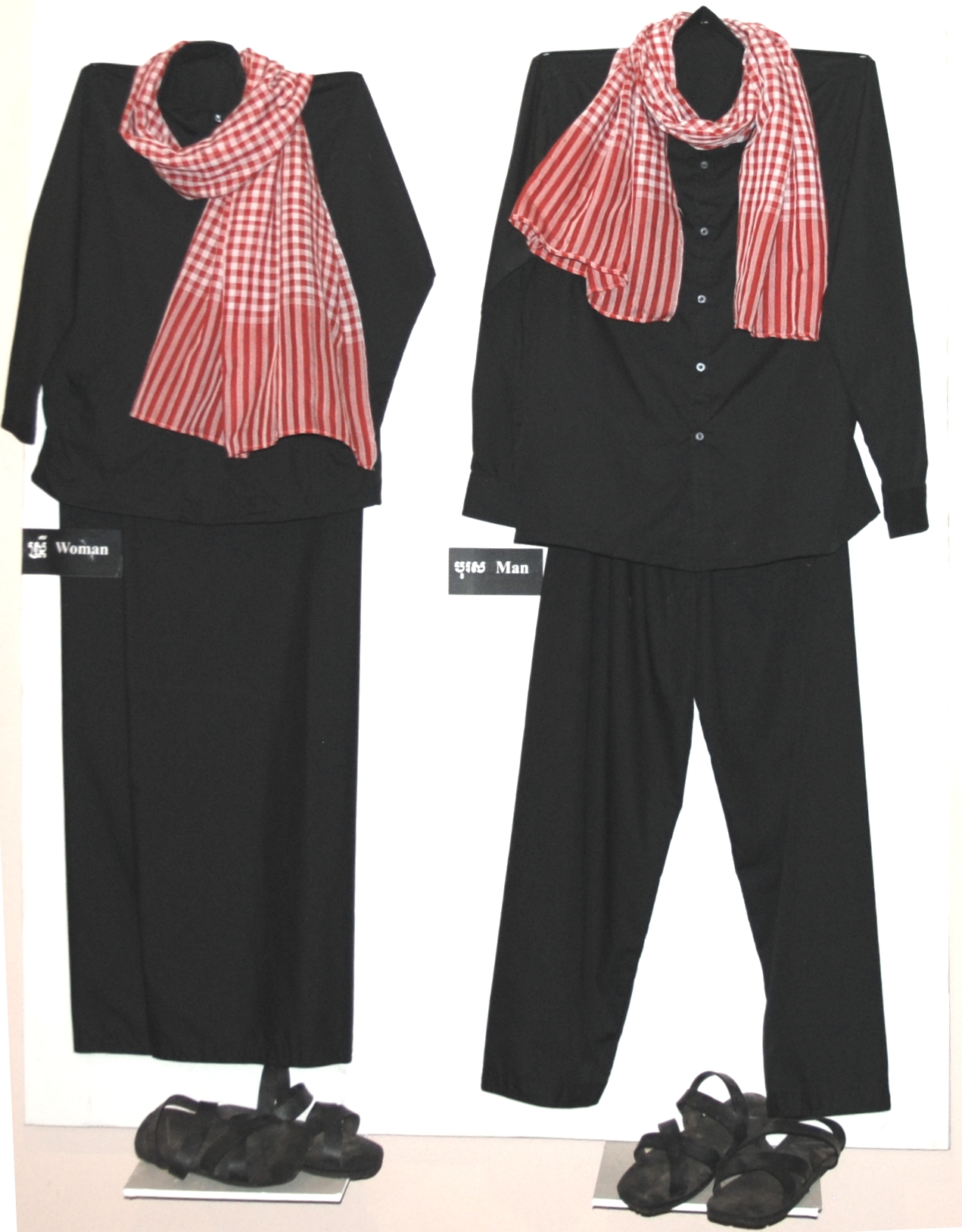
クメール・ルージュの制服

1973年、パリ協定によってアメリカ軍がベトナムから撤退した。それと同時に南ベトナム解放民族戦線はカンボジアを去ったが、クメール・ルージュは政府軍との戦いを続けた。
1975年4月17日、クメール・ルージュは首都プノンペンを占領した。ロン・ノル政権は崩壊し、国号が民主カンプチアに改名される。またポル・ポトもこの間に自身の名前を「サロット・サル」から「ポル・ポト」へ改め、暗号名は「ブラザー・ナンバー・ワン」となった。この時代のクメール・ルージュはオンカー（クメール語: អង្គការ、「組織」の意）を名乗った。

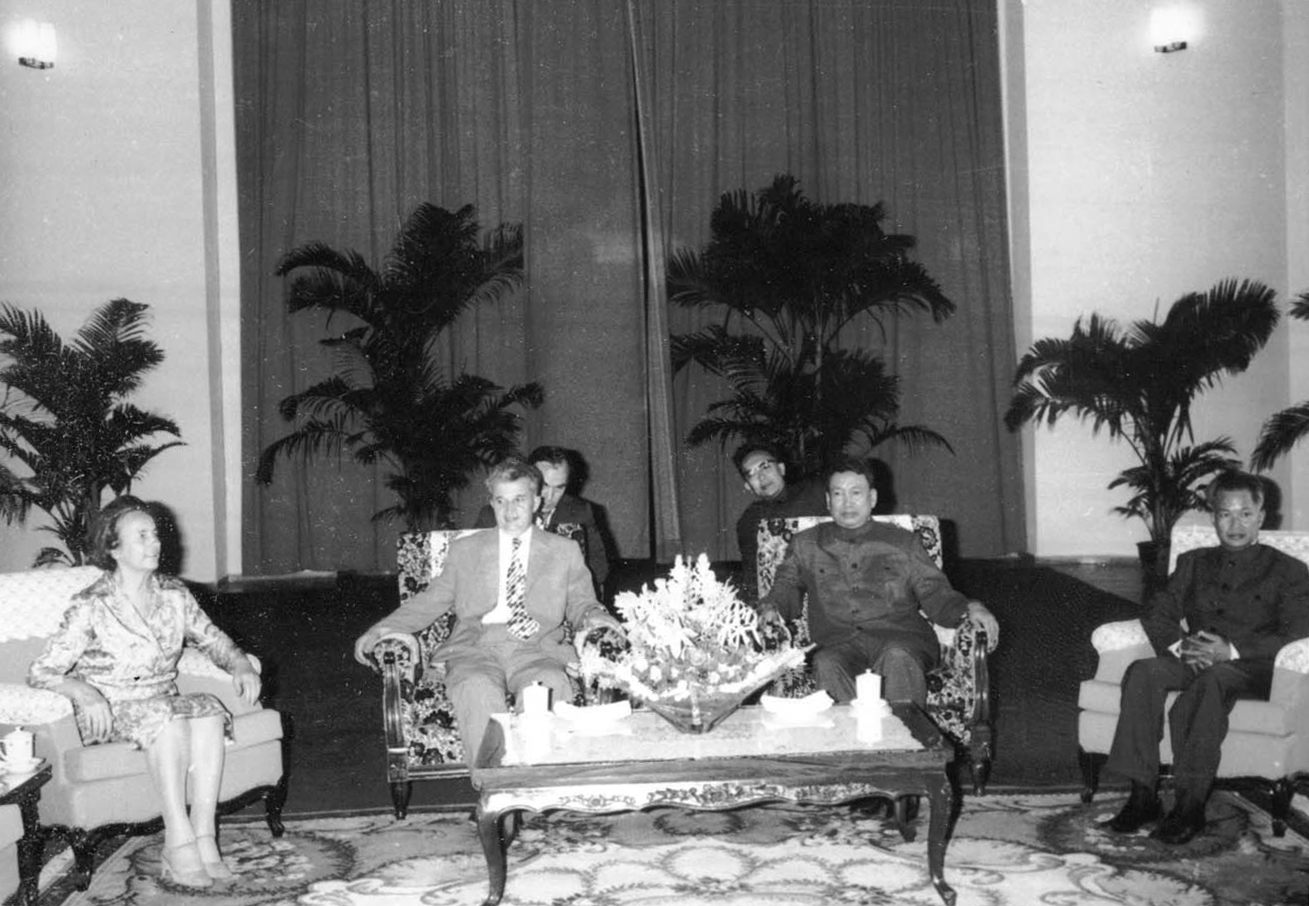
ルーマニア訪問時、チャウシェスク大統領夫妻と(1978年）

1976年5月13日、ポル・ポトは民主カンプチアの首相に正式に就任する。民主カンプチアの国家体制はポル・ポトが原始共産主義のモデルと考えたカンボジアの山岳先住民族の自給自足の生活を理想とする極端な重農主義・農本主義であり、中華人民共和国の毛沢東思想の影響も受けていた。
その実現のために、学校、病院、工場も閉鎖し、銀行業務どころか貨幣そのものを廃止する一方、都市住民を農村に強制移住させ、食糧増産に従事させ、中華人民共和国の人民服のように人々に黒い農民服を着用させた。病人・高齢者・妊婦などの弱者に対しても、オンカーは全く配慮をしなかった。これは世界で動員が繰り返されてきた20世紀の歴史から見ても例のない社会実験だったとされる。
民主カンプチアの国民の多くは自動車どころか移動手段を所有することも禁じられて徒歩を強いられていたにもかかわらず、ポル・ポトらは黒い農民服を身にまといつつメルセデス・ベンツを公用車に使用していた。原始社会に戻すために文明の利器を殆ど一掃したため、手作業で運河やダムなどの灌漑施設や、総延長1万5000キロもの巨大な水路が建設された。
更に生産された米の多くは中華人民共和国からの武器調達のための原資として飢餓輸出に回されたため、国民の多くは飢餓、栄養失調、過労による死へと追いやられていった。このような惨状を目の当たりにしたポル・ポトは、自身の政策の失敗の原因を政策そのものの問題とするよりも、カンボジアやオンカー内部に、裏切り者やスパイが潜んでいるためであるとして猜疑心を強めた。このような猜疑心は、後に展開される党内での粛清、カンプチア人民への大量虐殺の大きな要因の一つとなっていった。
ポル・ポトや強制収容所の所長だったカン・ケク・イウらオンカーの幹部の多くは高学歴でインテリ出身だったが、高度な知識や教養はポル・ポトの愚民政策の邪魔になることから眼鏡をかけている者（ポル・ポトの右腕ソン・センは眼鏡をかけていたにもかかわらず）、文字を読もうとした者、時計が読める者など、少しでも学識がありそうな者は片っ端から殺害しており、この政策は歴史的にも反知性主義の最も極端な例とされる。
伝統的な家族の形態を解体する一方でオンカーの許可がない自由恋愛や結婚も禁止され、幼いうちから親から引き離して集団生活をさせられ、オンカーへの奉仕を強いられた10代前半の無知で無垢な子供をポル・ポトは重用するようになったため、国内には子供の医師までもが現れて人材は払底を極めた。
ポル・ポト政権下での死傷者数はさまざまに推計されている。カンボジアでは1962年の国勢調査を最後に戦争状態に入り、以後1975年までの正確な人口動態が不明となりこうした諸推計にも大きな開きが出ている。ベトナムが支援するヘン・サムリン政権は1975年から1979年の間の死者数を300万人とした（これはのちに下方修正された）。フランソワ・ポンショー神父は230万人とするが、これは内戦時代の死者を含む。イェール大学・カンボジア人大量虐殺プロジェクトは170万人、アムネスティ・インターナショナルは140万人、アメリカ国務省は120万人と推計するがこれらの機関は内戦時代の戦闘や米軍の空爆による死者数には全く言及していない。フィンランド政府の調査団は内戦と空爆による死者が60万人、ポル・ポト政権奪取後の死者が100万人と推計している。マイケル・ヴィッカリーは内戦による死者を50万人、ポル・ポト時代の死者を75万人としている。当事者による推定ではキュー・サムファンは100万人、ポル・ポトは80万人である。

#### カンボジア・ベトナム戦争
1978年12月25日、ベトナム国内に避難していたカンボジア人によって構成されるカンプチア救国民族統一戦線がベトナムの援助を得てカンボジア国内に侵攻、カンボジア・ベトナム戦争が勃発した。カンプチア革命軍は粛清の影響による混乱で指揮系統が崩壊しており、わずか2週間でカンプチア革命軍の兵力は文字通り半減する。
1979年1月7日、ベトナム軍がプノンペンに入り、ベトナムの影響の強いヘン・サムリン政権（カンボジア人民共和国）が成立した。この後、ベトナムはカンボジアを完全に影響下に置き、長い間、その影響力を保持することとなった。
カンボジアから追放されたポル・ポトとその一派は、タイの国境付近のジャングルへ逃れ、採掘されるルビー売買の利権を元手に反ベトナム・反サムリン政権の武装闘争を続けた。

#### 余波
ソ連とベトナムに敵対したポル・ポトはタイとアメリカから支援された。アメリカと中華人民共和国は、ヘン・サムリン政権をベトナムの傀儡であるとしてカンボジア代表の国連総会への出席を拒否した。ポル・ポトが反ソ反越であったので、アメリカ、タイ、中華人民共和国は、ベトナム支持のヘン・サムリンよりもポル・ポト派を好ましいと考えた。
1981年9月4日、ポル・ポトとシハヌークおよび右派自由主義のソン・サンの3派による反ベトナム同盟を結んだ。これに対しポル・ポトは反対した。だが、1985年8月24日に自身が中央委員会書記長を務める民主カンプチア党による決議により、幹部の60歳定年制が採用され高等国防研究所所長に異動された。それでもなお、事実上のカンボジア共産党のリーダーとして支配的な影響力を維持した。
1989年、ベトナム軍はカンボジアから撤退した。1992年9月3日に国連からの派遣要請を受け自衛隊が派遣された。1993年、国連監視下で自由化されたカンボジア国民議会選挙により立憲君主制が採択された。選挙結果は、全120議席のうち、フンシンペック党が58議席、カンボジア人民党が51議席、ソン・サンの仏教自由民主党が10議席、その他1議席でありポル・ポト派はこの選挙に参加しなかった。1993年9月26日に1次、2次に渡る自衛隊の編成が解かれその後帰国した。ポル・ポト派は、新しい連立政権と戦い続けたが1996年ころまでに軍は堕落し規律も崩壊し、数人の重要な指導者も離脱した。

### 死去

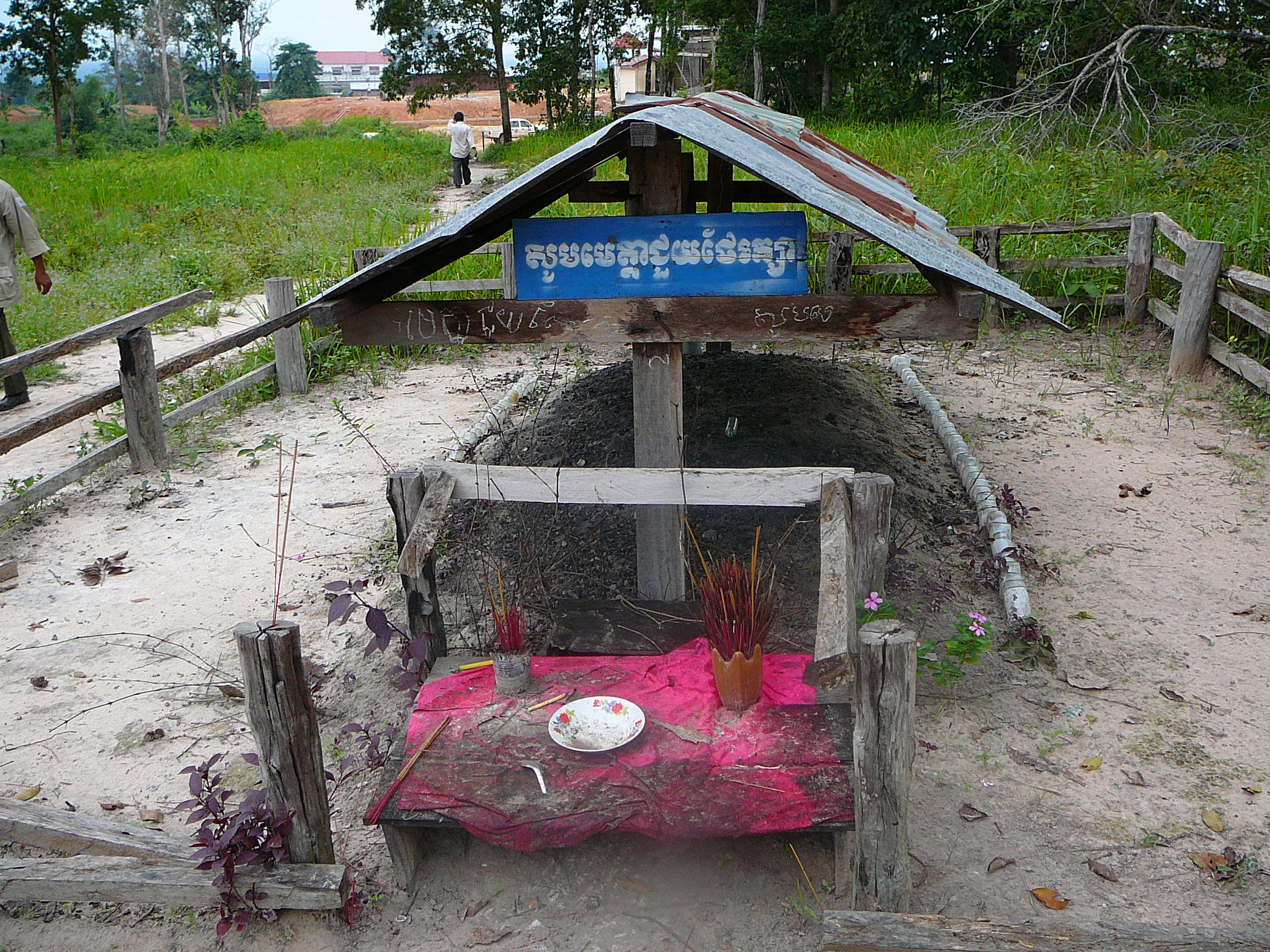
アンロン・ベン県に建立されているポル・ポトの墓

カンボジア政府との和解を試みた腹心のソン・センとその一族をポル・ポトは1997年に殺害。その後クメール・ルージュの軍司令官タ・モクがポル・ポトを「裏切り者」として逮捕して終身刑（自宅監禁）を宣告。タ・モクは1998年4月に新政府軍の攻撃から逃れて密林地帯にポル・ポトを連れて行った。
ポル・ポトは心臓発作により1998年4月15日にアンロンベンにて死去と発表された。しかし、遺体の爪が変色していたことから毒殺または服毒自殺の疑いもある。遺体は指紋、遺髪を採取された後、兵士によって古タイヤや椅子、棚などの粗大ゴミなどと一緒に焼かれ、そのままその場所に埋められた。ポル・ポトの後妻と後妻との間に生まれた1人娘が火葬に立ち会った。後妻と娘は「世間が何と言おうと、私達にとっては優しい夫であり、父でした」と発言。埋葬直後には墓は立てられなかったが、のちに墓所が建てられた。墓碑などはなく、粗末な覆屋の看板に「ポル・ポトはここで火葬された」とのみ記されており、溶けかかったタイヤとともに遺骨が土の上に、むき出しの状態で置かれている。以前はここに建物が建てられていたとも言われるので誰かが墓を破壊したとも見られている。死後アンロンベンに豪勢な廟が建てられたタ・モクとは対照的である。